# Mwanga II.

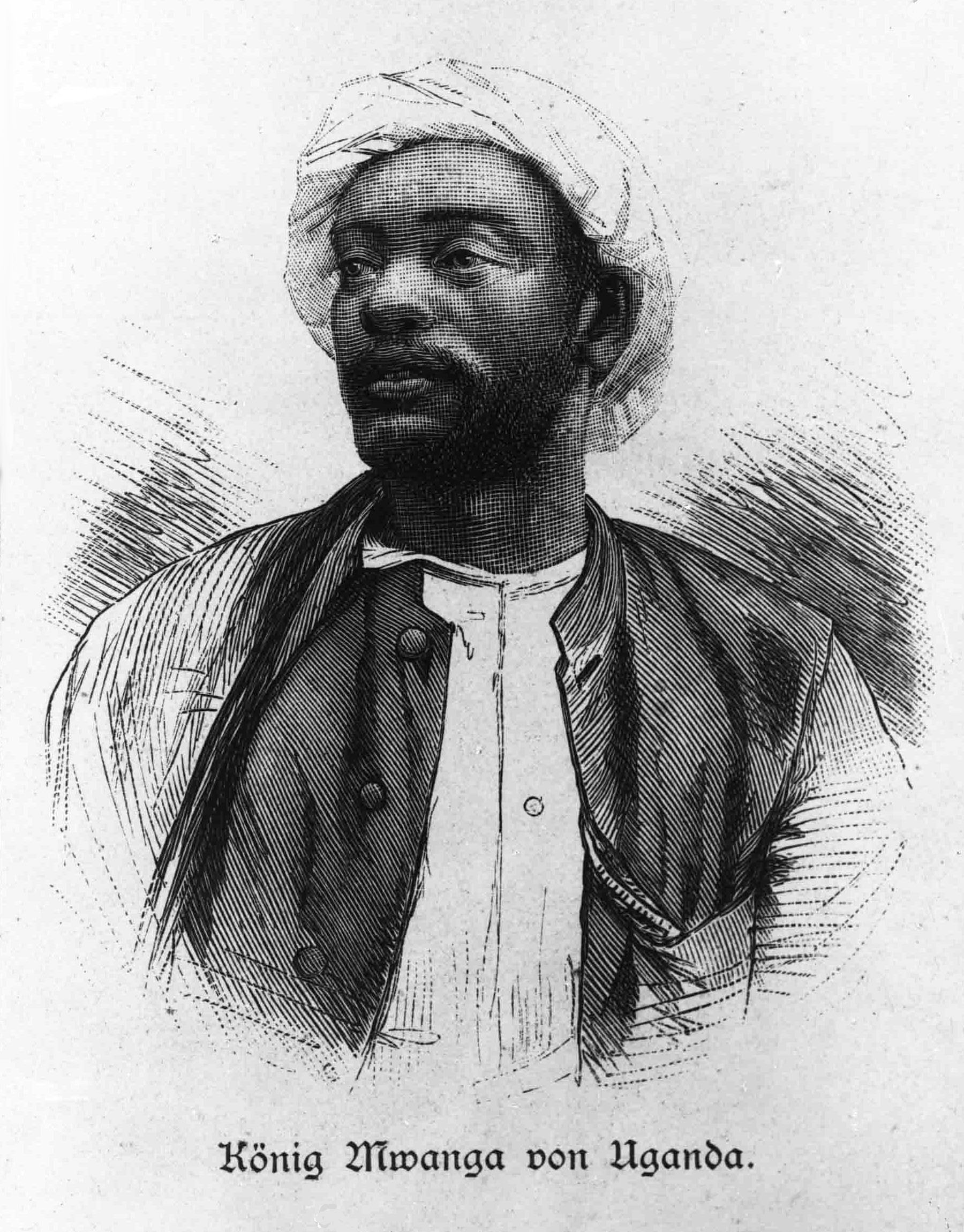
König Mwanga II.

Palast von König Mwanga II.

Mwanga II. Basammula Ekkere (* 1868; † 1903) war der letzte König (Kabaka) des unabhängigen Buganda.
Mwanga bestieg den Thron nach dem Tod seines Vaters Mutesa I. 1884. Während sein Vater darauf bedacht war, die Kräfte der nun zunehmend ins Land kommenden katholischen und anglikanischen Missionare auszugleichen und gegeneinander auszuspielen, trat der junge Mwanga aggressiver auf. So ließ er viele Christen verfolgen, so zum Beispiel die zum Christentum übergetretenen königlichen Pagen um Karl Lwanga, und den anglikanischen Erzbischof James Hannington, der 1885 ins Land kam, noch an der Grenze zu Buganda ermorden.
Dies führte zu einem Bürgerkrieg, in dessen Verlauf Mwanga 1888 nach einem Gefecht bei Mengo abgesetzt und durch seinen von den Briten unterstützten Halbbruder Kiwewa Mutebi II. ersetzt wurde. Mwanga flüchtete nach Ukumbi zu katholischen Missionaren und ließ sich dort taufen. 
Ein Versuch, Mwanga in die deutschen Kolonialinteressen hineinzuziehen, scheiterte, da der sogenannte Uganda-Vertrag zwischen Mwanga und Carl Peters deutscherseits nicht ratifiziert wurde. Nachdem Mwanga 1890 stattdessen einen Schutzvertrag mit Frederick Lugard von der Imperial British East Africa Company (IBEAC) unterzeichnet hatte, wechselten die Briten die Unterstützung und Mwanga bestieg wieder den Thron, nachdem kurze Zeit Kalema den Thron innegehabt hatte. Unter der Leitung Sir Gerald Portals erklärte Großbritannien Uganda zum Protektorat. Es wurde ein erweiterter Schutzvertrag mit Mwanga abgeschlossen, der Buganda noch enger an Großbritannien band, das auch die Verwaltung des Gebietes übernahm, den Kabaka aber zunächst noch als Souverän bestätigte. In diesem Vertrag musste Mwanga allerdings auch militärische Unterstützung für Portals Vorhaben der Unterwerfung der Reiche Toro, Ankole, Busoga und Bunyoro zugestehen.

Nachdem Mwanges Einfluss im Laufe der Zeit immer mehr gesunken war, wurde er am 14. August 1897 in Gegenwart von 69 Häuptlingen von den Engländern feierlich entthront. Ein Versuch, wieder an die Macht zu gelangen, scheiterte kläglich. Am 15. Januar 1898 wurde er von den Briten bei Kislaira geschlagen. Der nach der Flucht vakante Thron von Buganda wurde mit dem erst einjährigen Sohn Mwangas Daudi Chwa II. besetzt, dessen Amtsgeschäfte von drei von den Briten eingesetzten Ministern geführt wurden. Mwanga selbst wurde 1899 ins Exil auf die Seychellen geschickt, wo er 1903 starb. Er wurde später in den Kasubi Tombs beigesetzt.
| Vorgänger | Amt                          | Nachfolger        |
| --------- | ---------------------------- | ----------------- |
| Mutesa I. | Kabaka von Buganda 1884–1888 | Kiwewa Mutebi II. |
| Kalema    | Kabaka von Buganda 1889–1897 | Daudi Chwa II.    |